# Heterogalumna pygmaea
Heterogalumna pygmaea är en kvalsterart som först beskrevs av Balogh 1958.  Heterogalumna pygmaea ingår i släktet Heterogalumna och familjen Galumnidae. Inga underarter finns listade i Catalogue of Life.